# The Man Who Died Twice (Robinson)

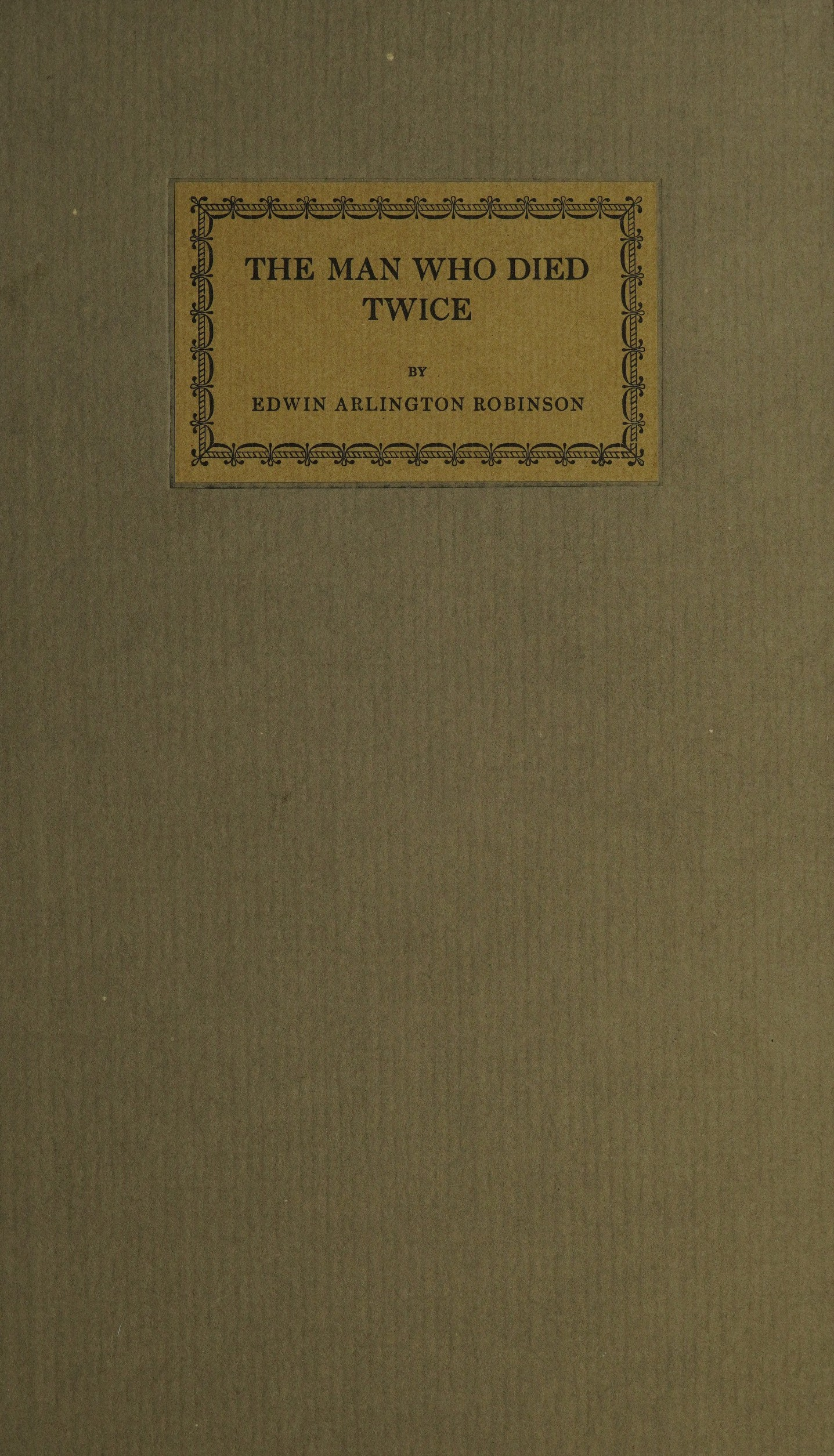

The Man Who Died Twice – poemat amerykańskiego poety Edwina Arlingtona Robinsona, opublikowany w Nowym Jorku w 1924 nakładem The Macmillan Company. Utwór został wyróżniony Nagrodą Pulitzera za rok 1925. Poemat jest napisany wierszem białym. Jego bohaterem jest niespełniony muzyk Fernando Nash.